# 아바산알카비라

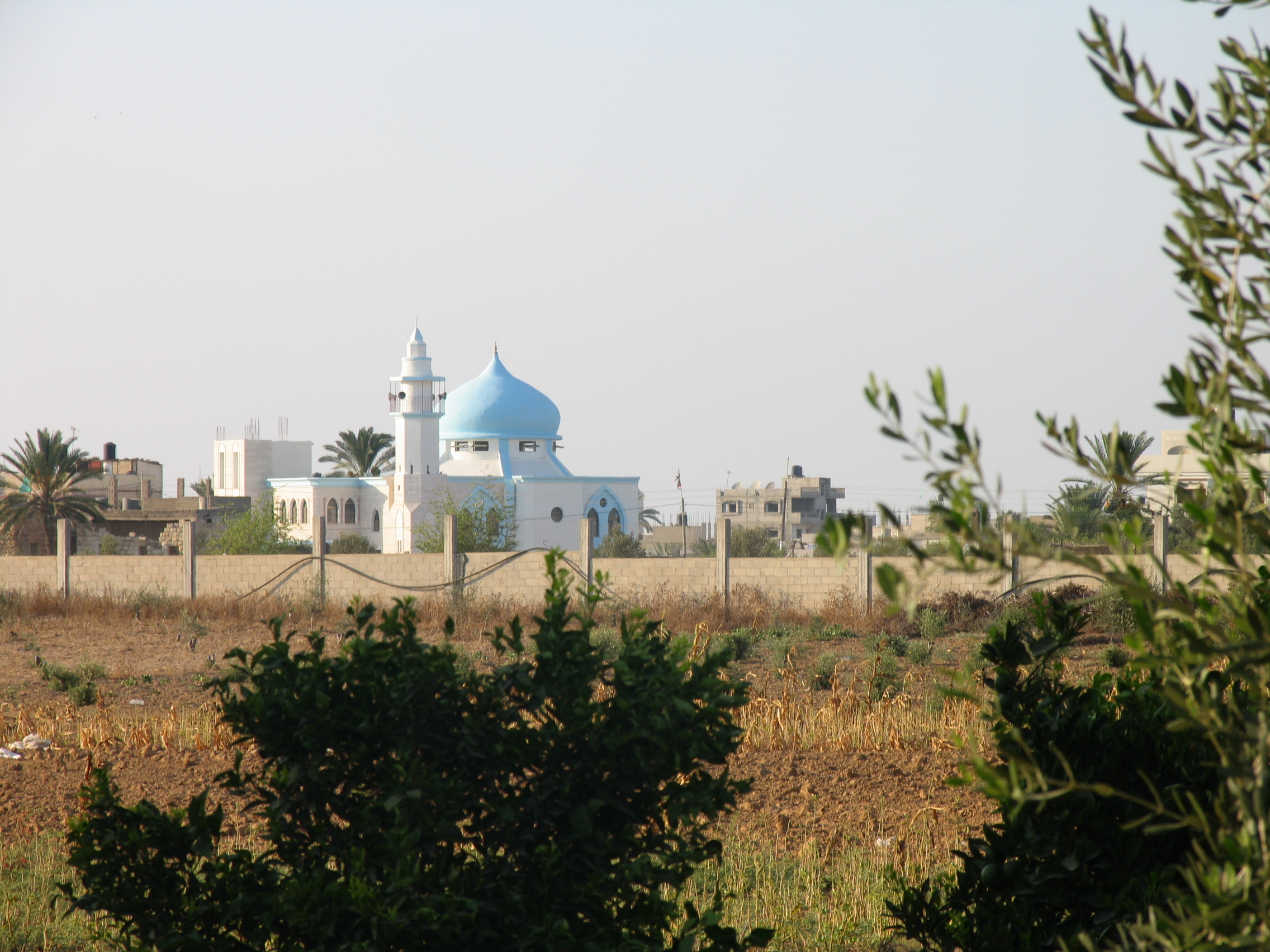
아바산알카비라

아바산알카비라(아랍어: عبسان الكبيرة)는 팔레스타인 칸유니스주에 있는 도시다. 2017년 기준으로 바니수헤일라의 인구는 26,767명이다.